# Obernberger See
Der Obernberger See ist ein Bergsee in den Stubaier Alpen im österreichischen Bundesland Tirol. Er liegt auf 1590 m ü. A. in einem Kessel zwischen dem Tribulaunmassiv und der Allerleigrubenspitze südlich von Obernberg am Brenner nahe dem Alpenhauptkamm und der Grenze zu Südtirol.

## Geographie und Hydrologie
Die Fläche des Sees beträgt 16,5 Hektar, er ist damit einer der größten Seen in den Nordtiroler Zentralalpen. Der Wasserstand ist starken Schwankungen von bis zu sieben Metern unterworfen, wobei der niedrigste Wasserstand im Winter und der höchste bei der Schneeschmelze im späten Frühjahr gemessen wird. Der See besteht eigentlich aus zwei durch einen prähistorischen Bergsturz vom Obernberger Tribulaun getrennten Teilen, die nur bei hohem Wasserstand verbunden sind. Die auf den Überresten dieses Bergsturzes erbaute Kapelle Maria am See ist dann über eine Brücke erreichbar. Die mittlere Tiefe des nördlichen Sees beträgt 13 m, die des südlichen Sees 15 m.
Mehrere Moränenwälle deuten auf einen historischen Gletscher im Kessel des Sees hin.
Die Frischwasserzufuhr erfolgt durch den Obernberger Seebach, zum Großteil aber durch unterirdische Quellen. Der Seebach fließt am nördlichen Seeende wieder ab. Die Wassertemperatur des Sees beträgt 11 – 14 °C im Sommer.

## Naturschutz und Tourismus
Bereits 1935 wurde der See aufgrund seiner landschaftlichen Schönheit zum Naturdenkmal erklärt, heute ist er Teil des Landschaftsschutzgebietes Nößlachjoch – Obernberger See – Tribulaune. Der See ist ein beliebtes Ausflugsziel, Wanderwege führen um ihn herum. Durchschnittlich besuchen 326 Menschen täglich den See. Das am See gelegene Gasthaus ist seit mehreren Jahren geschlossen. Der Neubau eines Hotels scheiterte bislang an der fehlenden öffentlichen Zufahrt.

## Fauna und Flora
Auf dem schlammigen Seegrund liegt ein Teppich aus Armleuchteralgen, anderen Algenarten und Haarblättrigem Hahnenfuß. Zu den im See vorkommenden Fischarten zählen Bach-, See- und Regenbogenforelle, Elritze, sowie See- und Bachsaibling. Die Vegetation um den See ist hochmontan geprägt.